# Doris Preindl
Doris Preindl (Brunico, 9 agosto 1977) è un'ex slittinista italiana.

## Biografia
Nata a Brunico, in Alto Adige, nel 1977, ha vinto un argento ai Mondiali juniores di Oberhof 1997, nella gara a squadre insieme a Patrick Gruber, Christian Oberstolz, Andreas Soppelsa e Nadja Unterholzner, terminando dietro solo ai padroni di casa della Germania. Ha preso parte ai Mondiali giovanili anche a Igls 1994 e Calgary 1996, nel singolo.
A 20 anni ha partecipato ai Giochi olimpici di Nagano 1998, nel singolo, arrivando 26ª in 3'31"296.
Nel 1999 ha preso parte ai Mondiali di Schönau am Königssee, chiudendo 20ª nel singolo e 8ª con l'Italia II nella gara a squadre. L'anno precedente aveva terminato invece 13ª nel singolo agli Europei di Oberhof 1998.

## Palmarès

### Campionati mondiali juniores
- 1 medaglia:
  - 1 argento (Squadre a Oberhof 1997)